# Галич Марія Олександрівна

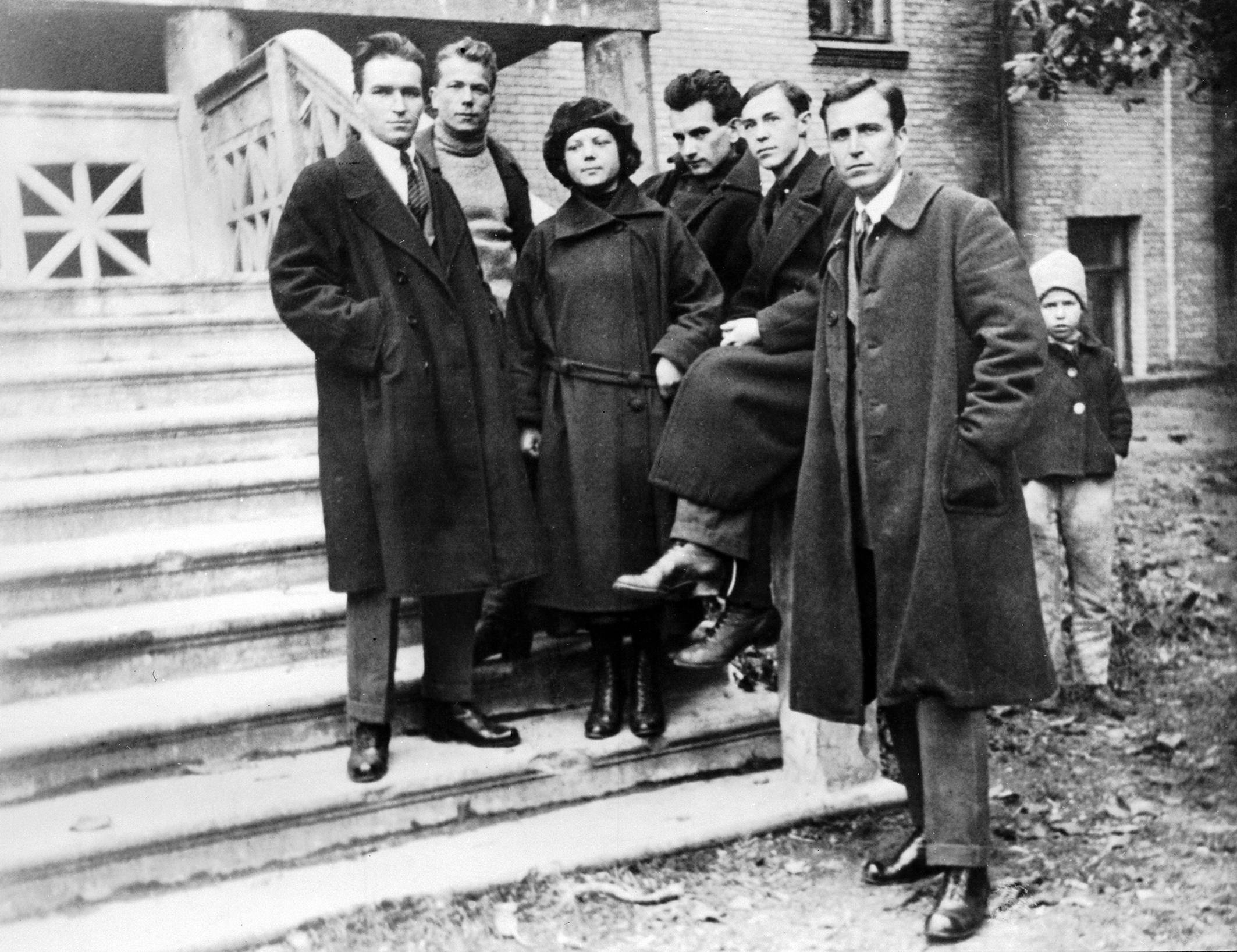
Члени літературного об'єднання «Ланка». Зліва направо: Борис Антоненко-Давидович, Григорій Косинка, Марія Галич, Євген Плужник, Валер'ян Підмогильний, Тодось Осьмачка. 1925 рік.

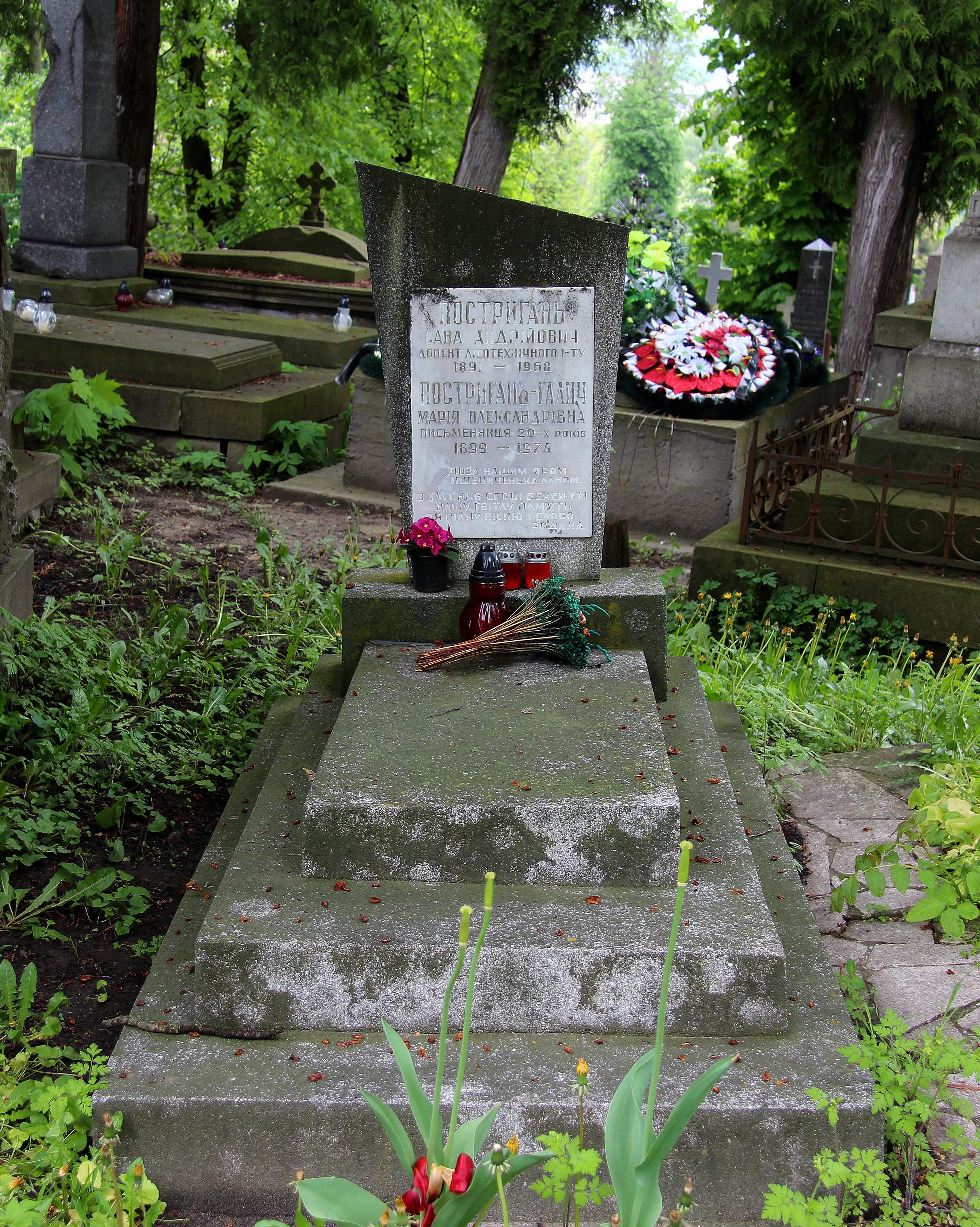
Могила Марії Галич на 68 полі Личаківського цвинтаря у Львові

Марі́я Олекса́ндрівна Га́лич (19 серпня 1901, с. Суха Калигірка, нині Катеринопільського р-ну Черкаської обл.— 22 січня 1974, Львів) — українська письменниця, авторка імпресіоністичної прози. У 1920 році — членкиня київської літературної групи АСПИС, «Ланка» — «Марс». У Райхскомісаріяті «Україна» друкувалася у журналі «Український Засів».

## Життєпис
Народилася у багатодітній родині вчителя. Закінчивши двокласну школу, 1918 року переїхала до Києва, де працювала на різних роботах і вчилася на підготовчих курсах. 1921 року вступила на філологічний факультет КІНО, який закінчила 1926 року без захисту диплому. Брала участь у жіночому русі.
У 1920-х роках член київської літературної групи «Аспис», «Ланка» — «Марс», куди її ввів Г. Косинка.
Брала участь у заходах з ліквідації неписьменності. З 1926 до 1930 року викладала українську мову й літературу в робітничій школі. У 1928-29 роках працювала технічним секретарем Київського місцевкому письменників, у 1930 — кінобелетристкою на Київській кінофабриці. 1931 року одружилася й виїхала до Харкова, де в сільсько-господарському інституті викладала українську мову. В 1930-х роках відійшла від літературної праці, хоч і намагалася повернутися до неї згодом.
Після війни проживала у Львові, де викладала українську мову та літературу на курсах іноземних мов при Інституті удосконалення вчителів, на підготовчих курсах і гуртках наукових працівників Львівського лісотехнічного й зооветиринарного інституту. Разом з чоловіком С. Постриганем уклала «Термінологічний словник лісівника» (Львів, 1980).
Після реабілітації ланчан бере активну участь у львівських вечорах пам'яті, пише спогади про Є.Плужника, Г.Косинку, В.Підмогильного, які лишилися в рукописах.
Померла у Львові, похована на 68 полі Личаківського цвинтаря.

## Твори
Імпресіоністична проза — збірки «Друкарка» (1927), «Моя кар'єра» (1930), оповідання «Весною» (1928) та мемуари. У творах Марії Галич — доля жінки за нових соціальних умов, людська психологія, що перебуває в критичній, «межовій» ситуації.
Повоєнні «Харитина» (1956), «Мати і діти» (1957), «Дівчина з рушницею» (1954) позначені комуністичної ідеологією.
Галич Марія. Лист до Спілки письменників України (1971) // Корчагінець (Хмельницький). — 1990, 16 грудня.